# Soma da série de Grandi

## Considerações gerais

### Estabilidade e linearidade
As manipulações formais que conduzem a 1 − 1 + 1 − 1 + · · · sendo atribuído um valor de 1⁄2 inclui:
- Adição ou subtração de duas séries termo-a-termo,
- Multiplicação através de um termo-a-termo escalar,
- "Deslocar" as séries com nenhum mudança na soma, e
- Aumento da soma adicionando um novo termo na cabeça da série.

Todas essas são manipulações legais para as somas de séries convergentes, mas 1 − 1 + 1 − 1 + · · · não é uma série convergente.
Todavia, há muitos métodos de soma que respeitam essas manipulações e que atribuem uma "suma" à série de Grandi. Dois destes métodos mais simples são: soma de Cesàro e soma de Abel.

## Separação de escalas
Dado qualquer função φ(x) tal que φ(0) = 1, o limite de φ a +∞ é 0, e a derivada de φ é integral sobre (0, +∞), então a generalizada φ-soma da série de Grandi existe e é igual a 1⁄2:
{\displaystyle S_{\varphi }=\lim _{\delta \downarrow 0}\sum _{m=0}^{\infty }(-1)^{m}\varphi (\delta m)={\frac {1}{2}}.}
A soma de Cesàro ou Abel é recuperada por deixar de φ ser uma função triangular ou exponencial, respectivamente. Se φ é assumido adicionalmente ser continuamente diferenciável, então a reivindicação pode ser provada aplicando o teorema do valor médio e convertendo a soma em em integral. Rapidamente:
{\displaystyle {\begin{array}{rcl}S_{\varphi }&=&\displaystyle \lim _{\delta \downarrow 0}\sum _{m=0}^{\infty }\left[\varphi (2k\delta )-\varphi (2k\delta -\delta )\right]\\[1em]&=&\displaystyle \lim _{\delta \downarrow 0}\sum _{m=0}^{\infty }\varphi '(2k\delta +c_{k})(-\delta )\\[1em]&=&\displaystyle -{\frac {1}{2}}\int _{0}^{\infty }\varphi '(x)\,dx=-{\frac {1}{2}}\varphi (x)|_{0}^{\infty }={\frac {1}{2}}.\end{array}}}